# Spahn Ranch (banda)
O Spahn Ranch foi uma banda estadunidense de música eletrônica industrial formada em 1992 em Los Angeles por Matt Green e seu colaborados em Nova Iorque Rob Morton. O grupo assinou com a Cleopatra Records, e lançaram no mesmo ano um EP auto-intitulado com vocais auxiliados por Scott Franklin (posteriormente baixista do The Cramps).
Em 1993 foi adicionado o vocalista Athan Maroulis e então gravarma o álbum de estréia Collateral Damage. O segundo álbum The Coiled One apareceu dois anos após ao mesmo tempo que Morton deixou a banda devido à diferenças na direção musical. O álbum se tornou o favorito entre os fãs e é considerado um clássico do gênero. Após a saída de Morton a formação foi adicionada do baterista do Christian Death David Glass, o guitarrista do Screams for Tina Kent Bancroft e o baterista do Tubalcain Harry Lewis. Isso ofereceu à banda um som mais diverso e voltado ao electro.
A banda realizou turnê regularmente pela América do Norte com bandas como Front Line Assembly, Front 242, Switchblade Symphony e The Electric Hellfire Club. Também fizeram algumas apresentações pela Europa antes do fim do grupo em 2000 Closure foi uma obra póstuma lançada em 2001, tendo sido gravada no ano anterior.

## Discografia
- Spahn Ranch (1992) (Cleopatra, Estados Unidos)
- Collateral Damage (1993) (Cleopatra, Estados Unidos)
- Collateral (1993) (Zoth Ommog, Alemanha)
- The Blacknail Starters Kit (1994) (Cleopatra, Estados Unidos)
- Breath and Taxes (1994) (Zoth Ommog, Alemanha)
- The Coiled One (1995) (Cleopatra, Estados Unidos)
- In Parts Assembled Solely (1996) (Cleopatra, Estados Unidos)
- Architecture (1997) (Cleopatra, Estados Unidos)
- Architecture: Beta (1997) (Out Of Line, Alemanha)
- Retrofit (1998) (Cleopatra, Estados Unidos; Out Of Line, Alemanha)
- Limited Edition 12"- first 4 Tracks from Retrofit (1998) (Cleopatra, Estados Unidos)
- Beat Noir (1998) (Cleopatra, Estados Unidos; Out Of Line, Alemanha)
- Anthology 1992-1994 (2000) (Cleopatra, Estados Unidos)
- Closure (2001) (Cleopatra, Estados Unidos; Cryonica, Reino Unido)